# ホップステップさわともひろ!
『ホップステップさわともひろ!』は、CBCラジオが放送していたワイド番組。2010年4月10日に放送開始、2014年3月15日放送終了。後番組は「ドラ魂ポーン!!!」。

## 概要
CBCアナウンサーで気象予報士でもある沢朋宏が最新のドラゴンズ情報をはじめ、スポーツ、音楽、流行物などを幅広い話題で放送する大人の休日的トークバラエティ番組。

## パーソナリティー
- 沢朋宏（CBCアナウンサー）

## 放送時間
- 毎週土曜 17:00～19:00（デーゲーム中継（CBCドラゴンズサタデー）終了後、『中野浩一のフリートーク』放送後、短縮・休止の場合があった。ナイター中継の場合は17:53までの放送。）